# Liaoxipterus
Liaoxipterus es un género de pterosaurio pterodactiloide de las etapas del Barremiense al Aptiense en el Cretácico Inferior hallado en la  formación Jiufotang de Chaoyang, en Liaoning, en la China.
El género fue nombrado en 2005 por Dong Zhiming y Lü Junchang. La especie tipo es Liaoxipterus brachyognathus. El nombre del género se deriva de la localidad en que fue descubierto, Liaoxi y el término griego latinizado pteron, "ala". El nombre de la especie se deriva del griego brachys, "corto" y gnathos, "mandíbula".

## Descripción

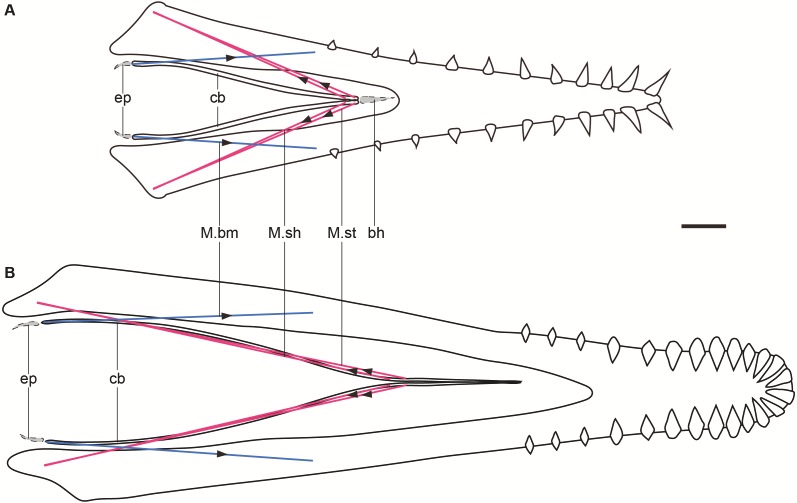
Modelo gráfico de la mandíbula de Liaoxipterus (abajo) comparada con la de Haopterus (arriba)

El género está basado en el holotipo CAR-0018, una mandíbula casi completa pero aplastada de 161 milímetros de largo, el cual difiere de todas las otras formas conocidas de ctenocasmátidos en sus dientes cortos y el bajo número de los mismos (once por cada lado). También un hioides separado está presente.
La mandíbula de Liaoxipterus tenía un extremo redondeado, lleno de dientes pequeños semejantes a clavijas. La forma de los dientes y la anatomía del hioides (el hueso en que se anclan los músculos de la lengua), sugieren que era un devorador de insectos, y puede incluso haber tenido la capacidad de extender su lengua de una forma similar a la de los camaleones a fin de capturar a sus presas.

## Filogenia
Liaoxipterus fue clasificado por Dong como un miembro de la familia Ctenochasmatidae. Wang y colaboradores sugirieron en 2006 y 2008 que en realidad era un istiodactílido. En 2008 Lü concluyó que Nurhachius era une sinónimo más moderno subjetivo de Liaoxipterus. Sin embargo, un análisis de 2012 realizado por Mark Witton encontró que estos dos istiodactílidos no eran idénticos y lo más importante, no se agrupaban juntos en el árbol filogenético. Witton además señaló que ambos taxones realmente no se agrupaban tampoco en el análisis anterior de Lü.
El cladograma presentado a continuación sigue el análisis de Witton de 2012, en el cual se determinó que Istiodactylidae consiste de cinco taxones (las tres primeras especies enumeradas son taxones externos o de referencia):

|  | Nurhachius ignaciobritoi |
|  | |
|  | Longchengpterus zhaoi |
|  | |
|  | \| \| Istiodactylus latidens \| \| \| \| \| \| Istiodactylus sinensis \| \| \| \| \| \| Liaoxipterus brachyognathus \| \| \| \| |
|  | |
|  | Istiodactylus latidens |
|  | |
|  | Istiodactylus sinensis |
|  | |
|  | Liaoxipterus brachyognathus |
|  | |

|  | Istiodactylus latidens      |
|  |                             |
|  | Istiodactylus sinensis      |
|  |                             |
|  | Liaoxipterus brachyognathus |
|  |                             |

|  | Nurhachius ignaciobritoi |
|  | |
|  | Longchengpterus zhaoi |
|  | |
|  | \| \| Istiodactylus latidens \| \| \| \| \| \| Istiodactylus sinensis \| \| \| \| \| \| Liaoxipterus brachyognathus \| \| \| \| |
|  | |
|  | Istiodactylus latidens |
|  | |
|  | Istiodactylus sinensis |
|  | |
|  | Liaoxipterus brachyognathus |
|  | |

|  | Istiodactylus latidens      |
|  |                             |
|  | Istiodactylus sinensis      |
|  |                             |
|  | Liaoxipterus brachyognathus |
|  |                             |

|  | Nurhachius ignaciobritoi |
|  | |
|  | Longchengpterus zhaoi |
|  | |
|  | \| \| Istiodactylus latidens \| \| \| \| \| \| Istiodactylus sinensis \| \| \| \| \| \| Liaoxipterus brachyognathus \| \| \| \| |
|  | |
|  | Istiodactylus latidens |
|  | |
|  | Istiodactylus sinensis |
|  | |
|  | Liaoxipterus brachyognathus |
|  | |

|  | Istiodactylus latidens      |
|  |                             |
|  | Istiodactylus sinensis      |
|  |                             |
|  | Liaoxipterus brachyognathus |
|  |                             |

|  | Nurhachius ignaciobritoi |
|  | |
|  | Longchengpterus zhaoi |
|  | |
|  | \| \| Istiodactylus latidens \| \| \| \| \| \| Istiodactylus sinensis \| \| \| \| \| \| Liaoxipterus brachyognathus \| \| \| \| |
|  | |
|  | Istiodactylus latidens |
|  | |
|  | Istiodactylus sinensis |
|  | |
|  | Liaoxipterus brachyognathus |
|  | |

|  | Istiodactylus latidens      |
|  |                             |
|  | Istiodactylus sinensis      |
|  |                             |
|  | Liaoxipterus brachyognathus |
|  |                             |

El cladograma se basa en la topología recuperada por Kellner et al. (2019). En este análisis, ellos encontraron que Liaoxipterus era el taxón hermano de Istiodactylus dentro de la familia Istiodactylidae, y situado dentro del grupo más inclusivo Istiodactyliformes.

|  | Haopterus    |
|  |              |
|  | Mimodactylus |
|  |              |

|                 | Nurhachius                                                     |
|                 |                                                                |
| Istiodactylinae | \| \| Istiodactylus \| \| \| \| \| \| Liaoxipterus \| \| \| \| |
|                 | \| \| Istiodactylus \| \| \| \| \| \| Liaoxipterus \| \| \| \| |
|                 | Istiodactylus                                                  |
|                 |                                                                |
|                 | Liaoxipterus                                                   |
|                 |                                                                |

|  | Istiodactylus |
|  |               |
|  | Liaoxipterus  |
|  |               |

|                 | Nurhachius                                                     |
|                 |                                                                |
| Istiodactylinae | \| \| Istiodactylus \| \| \| \| \| \| Liaoxipterus \| \| \| \| |
|                 | \| \| Istiodactylus \| \| \| \| \| \| Liaoxipterus \| \| \| \| |
|                 | Istiodactylus                                                  |
|                 |                                                                |
|                 | Liaoxipterus                                                   |
|                 |                                                                |

|  | Istiodactylus |
|  |               |
|  | Liaoxipterus  |
|  |               |

|  | Haopterus    |
|  |              |
|  | Mimodactylus |
|  |              |

|                 | Nurhachius                                                     |
|                 |                                                                |
| Istiodactylinae | \| \| Istiodactylus \| \| \| \| \| \| Liaoxipterus \| \| \| \| |
|                 | \| \| Istiodactylus \| \| \| \| \| \| Liaoxipterus \| \| \| \| |
|                 | Istiodactylus                                                  |
|                 |                                                                |
|                 | Liaoxipterus                                                   |
|                 |                                                                |

|  | Istiodactylus |
|  |               |
|  | Liaoxipterus  |
|  |               |

|                 | Nurhachius                                                     |
|                 |                                                                |
| Istiodactylinae | \| \| Istiodactylus \| \| \| \| \| \| Liaoxipterus \| \| \| \| |
|                 | \| \| Istiodactylus \| \| \| \| \| \| Liaoxipterus \| \| \| \| |
|                 | Istiodactylus                                                  |
|                 |                                                                |
|                 | Liaoxipterus                                                   |
|                 |                                                                |

|  | Istiodactylus |
|  |               |
|  | Liaoxipterus  |
|  |               |